# Bakócz Tamás
OP Bakócz Tamás (születési helyszíne után használatos még az Erdődi előnév is; Erdőd, Szatmár vármegye, Magyarország, 1442 – Esztergom, Magyarország, 1521. június 15.), dominikánus rendi magyar bíboros-érsek, humanista, a Hunyadi- és a Jagelló-kor egyik legmeghatározóbb államférfija és egyházi személye.
Tanulmányait a Krakkói és a Bolognai Egyetemen végezte. Politikai karrierjét Hunyadi Mátyás mellett kezdte, akinek belső tanácsadója volt. A király halála után előbb annak törvénytelen fiát, Corvin Jánost támogatta, majd tőle elpártolva döntő szerepe volt abban, hogy végül Jagelló Ulászlót válasszák királynak. 1491-től 1503-ig az ország főkancellárja volt, 1493 és 1499 között koronaőrként is tevékenykedett. Egyházi pályáját 1487-ben győri püspökként kezdte, ezt követően egri püspök lett 1497-től, majd Estei Hippolittal elcserélte egyházmegyéjét, így lett esztergomi érsek, végül 1507-től címzetes konstantinápolyi pátriárka.
Ő volt az 1513-as konklávé egyik esélyese, ezzel Erdő Péterig az egyetlen magyar egyházi személy, aki komoly eséllyel pályázott Szent Péter trónjára. A pápaválasztást követően apostoli legátusként keresztes sereget toborzott az Oszmán Birodalommal szemben, ám az összegyűlt és elégedetlen jobbágyság fellázadt, ezzel kitört a Dózsa György-féle parasztháború. Befolyását 1521-es haláláig megőrizte. Sírhelye az esztergomi bazilikában, az általa építtetett Bakócz-kápolnában található, amit a magyar reneszánsz építészet egyik legszebb alkotásának tartanak.

## Családja
Apja, Bakócz Ferenc a Drágffy család jobbágya volt a Szatmár megyei Erdődön, és öt fia volt. Valószínűleg a kerékgyártó mesterséget űzte, legalábbis arra látszik mutatni a kerék, amely a Bakócz Bálint titeli prépostnak adományozott címerpajzson látható. E Bakócz Bálint, Bakócz Tamás testvérbátyja, papi pályára lépett, Ország Mihály nádor támogatásával haladt előre, és Janus Pannoniustól örökölte meg a dúsgazdag titeli prépostságot, amikor az pécsi püspök lett. Tamás tanulmányait, papi pályafutását kezdetben Bálint bátyja segítette.

## A papi pályán
Németiben (Szatmárnémeti), a domonkosoknál, majd Boroszlóban (Wrocław) és Padovában tanult. 1464-ben filozófiából doktorált Krakkóban. Innen öccsével, Ferenccel a ferrarai főiskolára ment. Tanulmányai során az Erdődi Tamás nevet használta.
1470 körül tért haza. Bátyja vagy a ferrarai Guarino közvetítésével Rangoni Gábor erdélyi püspök és az ő révén Mátyás király környezetébe került. Mátyás 1474-es sziléziai hadjárata közben magára vonta a király figyelmét, amikor olyan katonai tanácsot adott, amely egy válságos helyzetet fordított a magyar uralkodó javára. Kezdetben csak szerény kancelláriai állásokat kapott mint jegyző és fogalmazó. 1475 és 1480 közt elkísérte Mátyást három török elleni hadjáratára és az Ausztriát meghódító hadjáratra. Mátyás király egyik bizalmas tanácsadójának számított. Bakócznak nagy érzéke volt, hogy mindig a legjobban tudott alkalmazkodni a politikai helyzet változásához. Mátyás halála után először Corvin János trónjelöltségét támogatta. II. (Jagelló) Ulászló azonban a főkancellári cím odaígérésével maga mellé állította.
Bakócz Bálint 1480-ban átengedte neki a titeli prépostságot (ő maga egy ideig állás nélkül volt, majd elfogadta a sárospataki plébániát). Hamarosan királyi titkár lett Mátyás mellett, a királyi kancellár helyettese. 1486-ban a titeli javadalmát megtartva győri püspökké nevezték ki, és királyi tanácsosi rangot kapott. A Mátyást követő II. Ulászló mellett 1490-től kancellár lett. 1493 és 1499 között ő volt az egyik koronaőr.

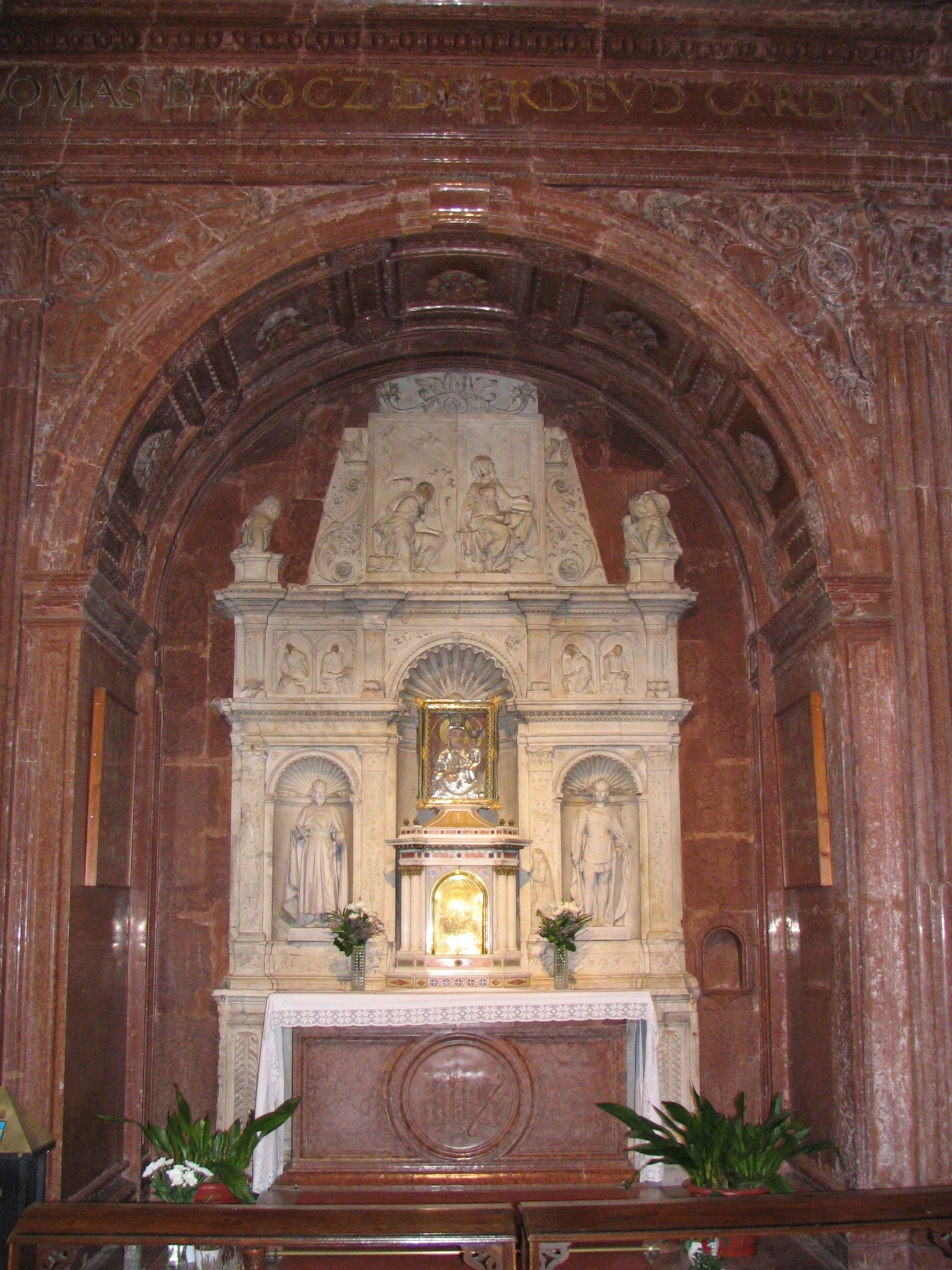
Bakócz-kápolna, Esztergom

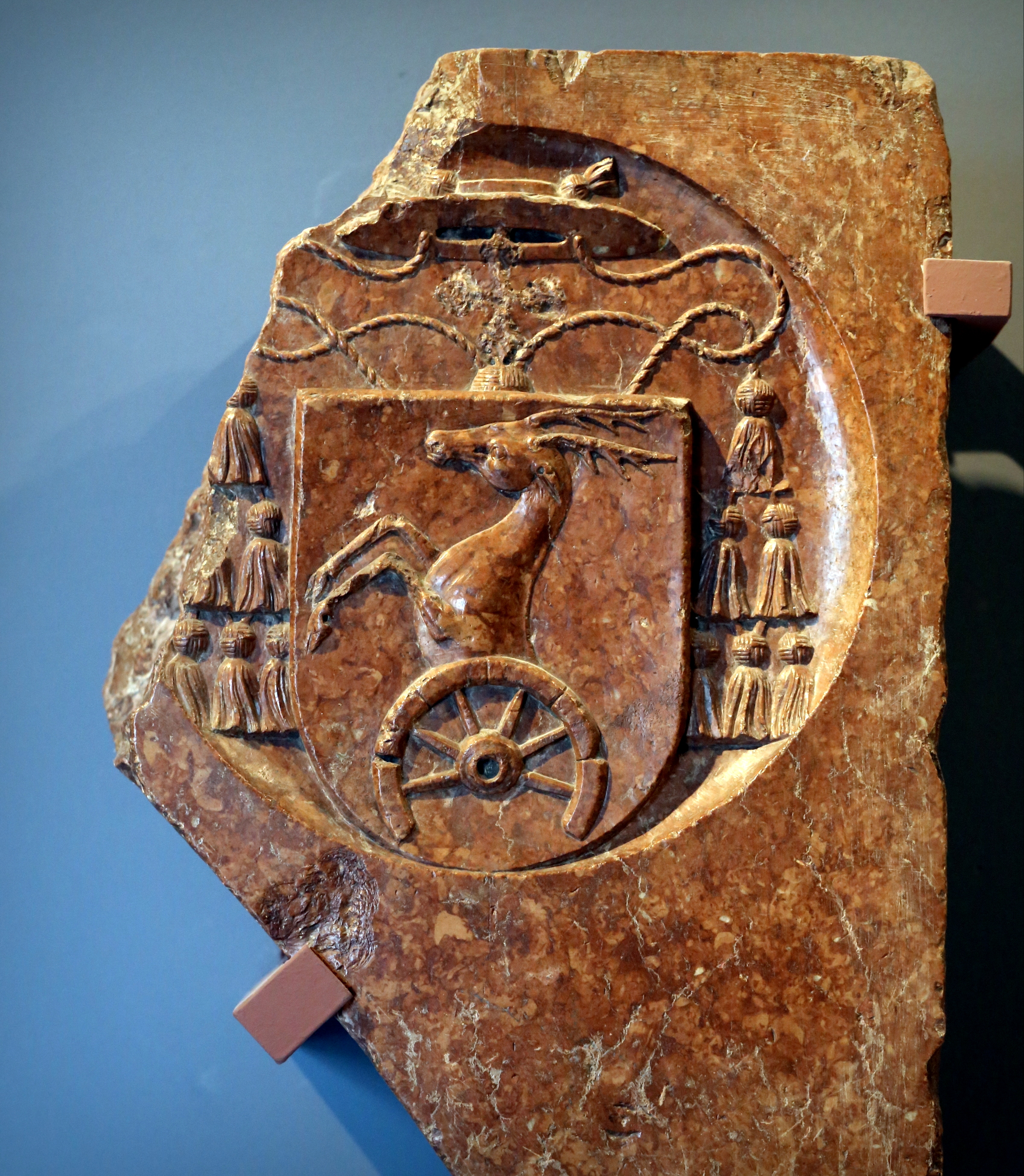
Bakócz Tamás címere (Pestről, 16. század eleje)

1493-ban vagy 1494-ben elnyerte az egri püspökséget, amely az egyik leggazdagabb magyar püspöki javadalom volt. Még ez évben megalkudott Estei Hippolyt bíbornokkal, akivel pozíciót cserélt, s így esztergomi érsekké, Magyarország prímásává emelkedett. Bakócz politikai és egyházi ambíciói messze túlmutattak a középkori Magyar Királyság határain. Nemzetközi előrelépésének első döntő változása az volt, amikor 1500-ban Velence támogatásával bíborossá, majd rá 10 évre konstantinápolyi pátriárkává nevezték ki (utóbbi cím névleges volt, hiszen Rómának nem volt valós egyházszervezete Konstantinápolyban; ugyanakkor a cím birtokosa a pápa utáni második legmagasabb rangú főpapnak számított). Ezzel Bakócz óhatatlanul bekapcsolódott az Itáliát dúló háborúba, így gyakran egyensúlyoznia kellett az állandóan változó összetételű koalíciók között.

## Pápaválasztás
1513. február 21-én meghalt II. Gyula pápa, és e tragikus esemény felvillantotta annak a lehetőségét, hogy egy magyar főpap nyerje el a pápai trónt. Ő volt az első és 2013-ig az egyetlen magyar, akinek komoly esélye volt, hogy a pápai trónra kerüljön. A bíborosi testület legrégibb tagjai azonban esélyesebbnek tűntek. Különösen Giovanni de’ Medici kardinális volt rendkívül népszerű, nemcsak a bíborosok között, hanem a római lakosság körében is. Pedig Bakócz érsek is keményen lobbizott, nem titkolta azt az ígéretét, hogy megválasztása esetén hatalmas vagyonát a török elleni keresztes hadjárat megszervezésére fordítja. 
A pápaválasztáson 25 bíboros, ebből 18 olasz nemzetiségű, három spanyol és egy-egy angol, francia, svájci és egy magyar nemzetiségű vett részt. Március 10-én kezdődtek a szavazások, de az első körben egyik jelölt sem szerezte meg a szükséges kétharmadot. Végül a fiatal olasz bíborosok döntötték el a kérdést. Giovanni de’ Medici személyében egy olyan művészetek iránti mecénást is láttak, aki a békés fejlődés esélyét hordozza magában. Az eredmény már aznap este megszületett. Az új Medici pápa a X. Leó nevet vette fel, és hivatalosan 1513. március 19-én iktatták be Szent Péter trónjára.

## Apostoli legátus
Még az évben pápai legátusként visszatért Magyarországra, magával hozva X. Leó pápa török elleni keresztes hadjáratot meghirdető bulláját. Az országtanácsban elérte, hogy az I. Szelimmel három évre megkötött békét megszegve, 1514. április 16-án a keresztes háborút kihirdessék az országban. Hatására rövid időn belül kitört a Dózsa György vezette parasztlázadás, amely lángba borította az egész országot. Mint a felkelés közvetett kiváltóját, sok szemrehányás érte. Fényűző életmódjának fedezésére a milkói püspökséget és a szászok esperességét is az esztergomi érsekség alá rendelte, kiváltva ezzel az utóbbiak elégedetlenségét, amely egyik jelentős oka volt a reformáció elterjedésének a szászok között.
II. Ulászló halála (1516) után meggyengült a befolyása a királyi udvarnál. Súlyos köszvény kínozta, majd 1519-ben szélütést kapott, és az állami ügyektől teljesen visszavonult.
Az esztergomi bazilika Bakócz-kápolnájában nyugszik, amit ő maga építtetett.

## Emlékezete
- Tóth-Máthé Miklós: A nagyrahivatott – Dráma Bakócz Tamásról, Kálvin János Kiadó, 2010, ISBN 978-963-9700-52-9
- Herczeg Ferenc: Az élet kapuja. 1920-ban megjelent regény Bakócz kísérletéről, hogy megszerezze a pápai trónt. Főleg e regény alapján jelölték Herczeg Ferencet háromszor is, sikertelenül, irodalmi Nobel-díjra.

## Szépirodalom
- Herczeg Ferenc: Az élet kapuja, Singer és Wolfner, Budapest, [év nélkül]. Az 1512-es pápaválasztás, és Bakócz tevékenységének regényes története

| Bakócz Tamás bíboros Született: 1442 Elhunyt: 1521. június 15. |                                                                             |                           |
|                                                                |                                                                             |                           |
| Előző Estei Hippolit                                           | Magyarország prímása Esztergomi érsek 1497. december 20. – 1521. június 16. | Következő Szatmári György |
| Előző Nagylucsei Dóczy Orbán                                   | Egri püspök 1497. június 9. – december 20.                                  | Következő Estei Hippolit  |
| Előző Nagylucsei Dóczy Orbán                                   | Győri püspök 1487. április 27. – 1497. június 9.                            | Következő Szatmári Ferenc |